# Rugby-Union-Juniorenweltmeisterschaft
Die Rugby-Union-Juniorenweltmeisterschaft (engl. World Rugby U20 Championship, bis 2014 IRB Junior World Championship) ist ein jährlich stattfindender Wettbewerb, bei dem der Juniorenweltmeister in der Sport Rugby Union ermittelt wird. An diesen von World Rugby (früher International Rugby Board, IRB) organisierten Wettbewerben nehmen Junioren-Nationalmannschaften teil, deren Spieler zum Zeitpunkt der Austragung unter 20 Jahren alt sein müssen.
Dieser Wettbewerb trat 2008 an die Stelle der zuvor ausgetragenen U19-Rugby-Union-Weltmeisterschaft und U21-Rugby-Union-Weltmeisterschaft. Die beiden ersten Austragungen umfassten noch 16 Mannschaften, im Jahr 2010 wurde die Zahl der teilnehmenden Länder aus finanziellen Gründen auf zwölf reduziert. Ab 2026 sollen wieder 16 Teams teilnehmen können.
Die Weltmeisterschaft ist die höchste Stufe der Turnierstruktur von World Rugby für Junioren-Nationalmannschaften. Gleichzeitig mit der Einführung der U20-Meisterschaft führte der Verband auch einen Wettbewerb der zweiten Ebene ein, die heutige World Rugby U20 Trophy, an der acht Mannschaften teilnehmen. Es gibt Ab- und Aufsteiger zwischen beiden Wettbewerben; der Gewinner der U20 World Rugby Trophy nimmt an der nächstjährigen Weltmeisterschaft teil, während das letztplatzierte Team der Weltmeisterschaft in die nächstjährige Austragung der Trophy absteigt.

## Turniersieger
| Jahr                                                 | Gastgeber   | Finale      | Finale   | Finale     | Kleines Finale | Kleines Finale | Kleines Finale |
| Jahr                                                 | Gastgeber   | Weltmeister | Ergebnis | 2. Platz   | 3. Platz       | Ergebnis       | 4. Platz       |
| ---------------------------------------------------- | ----------- | ----------- | -------- | ---------- | -------------- | -------------- | -------------- |
| 2008                                                 | Wales       | Neuseeland  | 38 : 03  | England    | Südafrika      | 43 : 18        | Wales          |
| 2009                                                 | Japan       | Neuseeland  | 44 : 28  | England    | Südafrika      | 32 : 05        | Australien     |
| 2010                                                 | Argentinien | Neuseeland  | 62 : 17  | Australien | Südafrika      | 27 : 22        | England        |
| 2011                                                 | Italien     | Neuseeland  | 33 : 22  | England    | Australien     | 30 : 17        | Frankreich     |
| 2012                                                 | Südafrika   | Südafrika   | 22 : 16  | Neuseeland | Wales          | 25 : 17        | Argentinien    |
| 2013                                                 | Frankreich  | England     | 23 : 15  | Wales      | Südafrika      | 41 : 34        | Neuseeland     |
| 2014                                                 | Neuseeland  | England     | 21 : 20  | Südafrika  | Australien     | 31 : 18        | Wales          |
| 2015                                                 | Italien     | Neuseeland  | 21 : 16  | England    | Südafrika      | 42 : 23        | Irland         |
| 2016                                                 | England     | England     | 45 : 21  | Irland     | Argentinien    | 49 : 19        | Südafrika      |
| 2017                                                 | Georgien    | Neuseeland  | 64 : 17  | England    | Südafrika      | 37 : 15        | Frankreich     |
| 2018                                                 | Frankreich  | Frankreich  | 33 : 25  | England    | Südafrika      | 40 : 30        | Neuseeland     |
| 2019                                                 | Argentinien | Frankreich  | 24 : 23  | Australien | Südafrika      | 41 : 16        | Argentinien    |
| 2020–2022: Turnier wegen COVID-19-Pandemie abgesagt. |             |             |          |            |                |                |                |
| 2023                                                 | Südafrika   | Frankreich  | 50 : 14  | Irland     | Südafrika      | 22 : 15        | England        |
| 2024                                                 | Südafrika   | England     | 21 : 13  | Frankreich | Neuseeland     | 38 : 24        | Irland         |
| 2025                                                 | Italien     | Südafrika   | 23 : 15  | Neuseeland | Argentinien    | 38 : 35        | Frankreich     |
| 2026                                                 | Georgien    |             |          |            |                |                |                |

## Länderspezifischer Erfolg
| Team        | Weltmeister                            | Vizeweltmeister                        | Dritter Platz                                            | Vierter Platz              |
| ----------- | -------------------------------------- | -------------------------------------- | -------------------------------------------------------- | -------------------------- |
| Neuseeland  | 6 (2008, 2009, 2010, 2011, 2015, 2017) | 2 (2012, 2025)                         | 2 (2014, 2024)                                           | 2 (2013, 2018)             |
| England     | 4 (2013, 2014, 2016, 2024)             | 6 (2008, 2009, 2011, 2015, 2017, 2018) | –                                                        | 2 (2010, 2023)             |
| Frankreich  | 3 (2018, 2019, 2023)                   | 1 (2024)                               | –                                                        | 4 (2011, 2015, 2017, 2025) |
| Südafrika   | 2 (2012, 2025)                         | 1 (2014)                               | 9 (2008, 2009, 2010, 2013, 2015, 2017, 2018, 2019, 2023) | 1 (2016)                   |
| Australien  | –                                      | 2 (2010, 2019)                         | 1 (2011)                                                 | 1 (2009)                   |
| Irland      | –                                      | 2 (2016, 2023)                         | –                                                        | 2 (2014, 2024)             |
| Argentinien | –                                      | –                                      | 2 (2016, 2025)                                           | 2 (2012, 2019)             |
| Wales       | –                                      | 1 (2013)                               | 1 (2012)                                                 | 1 (2008)                   |

## Juniorenspieler des Jahres
Bei jeder Veranstaltung kürt World Rugby den besten Juniorenspieler des Jahres (World Rugby Junior Player of the Year). Nachfolgend die Ausgezeichneten:
- 2008:  Luke Braid
- 2009:  Aaron Cruden
- 2010:  Julian Savea
- 2011:  George Ford
- 2012:  Jan Serfontein
- 2013:  Sam Davies
- 2014:  Handré Pollard
- 2015:  James Chisholm
- 2016:  Max Deegan
- 2017:  Juano Augustus
- 2018:  Jordan Joseph
- 2019:  Juan Pablo Castro
- 2023:  Marko Gazzotti